# الجمال
الجمال نام نشریه آزاد و مستقل و غیردولتی بود که به‌مدت ۱۴ ماه یعنی از ۲۶ محرم۱۳۲۵ ق. تا ۲۶ ربیع‌الاول ۱۳۲۶ و در ۳۵ شماره در تهران چاپ می‌شد. صاحب امتیاز آن میرزا محمدحسین اصفهانی و ناشر خطابه‌ها و افکار سید جمال‌الدین واعظ اصفهانی بود.

## مشخصات
نام روزنامه از نام سید جمال‌الدین واعظ گرفته شده بود زیرا ناشر افکار و سخنرانی‌های او بود، به این جهت روزنامه ای منحصربه‌فرد بود که نظرات یک نفر را منعکس می‌کرد. صاحب امتیاز آن میرزا محمدحسین اصفهانی از دوستان و ارادتمندان سید جمال بود وی پس از کشته شدن سید، روزنامه دیگری بنام «جمالیه» را منتشر می‌کرد. بعضی معتقدند مؤسس واقعی روزنامه الجمال مجدالاسلام کرمانی است.

## چاپ و توزیع
قرار بود روزنامه به صورت هفتگی چاپ و توزیع گردد ولی بعضی شماره‌های آن دوهفته و بعضی ۲۰ روز و یک ماه فاصله انتشار داشت ولی به دلیل استقبال از آن بعضی از شماره‌ها تجدید چاپ می‌شد.
توزیع روزنامه ابتدا از طریق شبکه توزیع «ندای وطن» صورت می‌گرفت ولی بعداً به کتابخانه شرافت منتقل شد. قیمت یک نسخه در ایران ۱۰۰ دینار و در خارج سه شاهی بود، آبونمان سالیانه در تهران ۸ قران و در شهرهای دیگر ۱۰ قران بود.

## محتوا
روزنامه در چهار صفحه با قطع وزیری بزرگ چاپ می‌شد و سه شماره اول آن فقط به سخنرانی‌های سید جمال‌الدین اختصاص داشت ولی در شماره‌های بعدی مطالب گوناگون اجتماعی نوشته می‌شد.